# Clymenura clypeata
Clymenura clypeata är en ringmaskart som först beskrevs av Saint-Joseph 1894.  Clymenura clypeata ingår i släktet Clymenura och familjen Maldanidae. Arten har ej påträffats i Sverige. Inga underarter finns listade i Catalogue of Life.